# 柳堡乡
柳堡乡是中国山东省滨州市无棣县下辖的一个乡。

## 行政区划
柳堡乡下辖杜柳村、柳堡街村、刘柳村、周柳村、汪家庙村、李柳村、胡柳村、大王柳村、杨姑娘村、东岳里村、西岳里村、黎敬东村、黎敬西村、黎敬北村、南家庄村、宋家村、四教房村、大苟村、阎家村、赵王村、冯王村、郭义村、王干家村、常北村、常西村、常南村、小苟家村、辛庄子村、邢家瞿阝村、孙家瞿阝村、傅瞿阝张家村、傅瞿阝王家村、傅瞿阝段家村、傅瞿阝苏家村、箭里村、崔庄子村、谭庄子村、杨庄子村、新海工业园类似居委会。